# Sacramento Classic 1976
Il Sacramento Classic 1976 è stato un torneo di tennis giocato sul sintetico indoor. È stata la 3ª edizione del torneo, che fa parte del Commercial Union Assurance Grand Prix 1976. Si è giocato a Sacramento negli Stati Uniti dal 22 al 28 aprile 1976.

## Campioni

### Singolare maschile
Tom Gorman ha battuto in finale  Bob Carmichael con il punteggio di 6–2 7–6

### Doppio maschile
Tom Gorman /  Sherwood Stewart hanno battuto in finale  Mike Cahill /  John Whitlinger con il punteggio di 3–6, 6–4, 6–4